# Divčibare
Divčibare (cyr. Дивчибаре) – miasteczko w Serbii, w okręgu kolubarskim, w mieście Valjevo. W 2011 roku liczyło 141 mieszkańców.